# Lippia oaxacana
Lippia oaxacana là một loài thực vật có hoa trong họ Cỏ roi ngựa. Loài này được B.L.Rob. & Greenm. mô tả khoa học đầu tiên năm 1895.